# Dirty Projectors
Dirty Projectors је експериментални рок бенд из Бруклина предвођен Дејвом Лонгстретом. Објавили су седам студијских албума до 2010. године. Бенд се тренутно састоји од Дејва Лонгстрета (вокали, гитара), Амбер Кофман (вокали, гитара), Ејнџел Дерадоријан (вокали, клавијатуре, гитара, семплови, бас гитара), Брајана МекОмбера (бубњеви), Нета Болдвина (бас гитара), и Хејли Декеле (вокали).

## Биографија
Лонгстрет је први албум The Graceful Fallen Mango, који се одликовао специфичном комбинацијом лоу-фај и хај-фај продукције, објавио 2002. под својим именом, да би наредне године објавио албум The Glad Fact под називом „Dirty Projectors“. На албуму се налази петнаест песама, а омот албума дизајнирао је сам Лонгстрет уз помоћ графитне оловке, картона и колаж-папира. Бенд 2005. објављује албум The Getty Address, концептуални албум о музичару Дону Хенлију. Две године касније, бенд издаје албум Rise Above који се састоји од песама панк групе „Black Flag“, у аранжману групе Dirty Projectors. Априла 2008. бенд потписује уговор са издавачком кућом Домино рекордс, а наредне године издају албум Bitte Orca. Dirty Projectors су 2009. сарађивали са бившим фронтменом бенда Talking Heads, Дејвидом Бирном на песми Knotty Pine која је објављена на албуму Dark Was the Night. 
У августу 2010. бенд издаје албум од седам песама назива Mount Wittenberg Orca са исландском певачицом Бјорк. Након што су у Њујорку, маја 2009. наступили уживо са Бјорк, одлучили су да сниме албум од чије би продаје сав приход ишао у добротворну организацију Housing Works, чији је главни циљ налажење склоништа за бескућнике.

## Албуми
- 2003. —
- 2004. —
- 2005. —
- 2006. —
- 2007. —
- 2009. —
- 2010. — Mount Wittenberg Orca са Бјорк.